# Whatever You Want
Whatever You Want – dwunasty studyjny album angielskiego zespołu Status Quo.

## Lista utworów
| 1.  | „Whatever You Want” (Parfitt/Bown)    | 4:04  |
|     |                                       |       |
| 2.  | „Shady Lady” (Rossi/Young)            | 3:00  |
|     |                                       |       |
| 3.  | „Who Asked You” (Lancaster)           | 4:00  |
|     |                                       |       |
| 4.  | „Your Smiling Face” (Parfitt/Bown)    | 4:25  |
|     |                                       |       |
| 5.  | „Living on an Island” (Parfitt/Young) | 4:48  |
|     |                                       |       |
| 6.  | „Come Rock with Me” (Rossi/Frost)     | 3:15  |
|     |                                       |       |
| 7.  | „Rockin’ On” (Rossi/Frost)            | 3:25  |
|     |                                       |       |
| 8.  | „Runaway” (Rossi/Frost)               | 4:39  |
|     |                                       |       |
| 9.  | „High Flyer” (Lancaster/Young)        | 3:47  |
|     |                                       |       |
| 10. | „Breaking Away” (Rossi/Parfitt/Bown)  | 6:44  |
|     |                                       |       |
|     |                                       | 42:07 |
|     |                                       |       |

## Autorzy – wykonawcy
- Francis Rossi – śpiew, gitara prowadząca
- Rick Parfitt – śpiew, gitara rytmiczna
- Alan Lancaster – gitara basowa, śpiew
- Andy Bown – keyboard
- John Coghlan – perkusja